# Конструктивная противоторпедная защита
Конструктивная противоторпедная защита корабля — специальные конструкции, предназначенные для обеспечения живучести корабля и его защиты от воздействия контактных и неконтактных взрывов торпед и мин, которые подразделяются на бортовую и днищевую.

## Варианты конструктивной противоторпедной защиты

### Английская система бортовой подводной защиты
На британских кораблях главную противоторпедную переборку составляла прямая и несколько разваленная обшивка. Буль образовывал широкий коффердам, служащий камерой взрыва, достигающей верхней кромки броневого пояса. К противоторпедному булю изнутри примыкал так называемый отсек плавучести (англ. buoyancy space), наполненный жидким топливом или пресной водой. Позади этого отсека располагался расширяющийся кверху бункер для жидкого топлива, защищённый лёгкой противоторпедной переборкой.

### Американская система бортовой подводной защиты

Стандартная схема бронирования кораблей времён ПМВ. A — главный бронепояс, B — главная бронепалуба, C — карапасная бронепалуба, D — противоторпедная переборка

Американская «слоистая» система подводной защиты состояла из 4-5 тонких вертикальных переборок, накрытых сверху нижней противоосколочной палубой и деливших противоторпедный буль на 2-3 отсека, в дополнение к двум отсекам корпуса. При взрыве торпеды внешний пустой отсек поглощал часть энергии взрыва, другая часть расходовалась на деформацию заполненных жидкостью отсеков, которые также улавливали все возникающие при взрыве осколки. Дальше шёл снова пустой отсек, потом снова заполненный. Внутренний пустой отсек являлся последней преградой на пути затопления отделений энергетической установки и погребов боезапаса. Первое время считалось очень важным делать внешнюю обшивку и все противоторпедные переборки как можно тоньше для уменьшения размеров образующихся осколков.

### Немецкая система бортовой подводной защиты
Ряд отсеков непосредственно у борта корабля (Wallgang) с точки зрения подводной защиты представлял собой камеру расширения. Сверху отсеки ограничивались броневыми скосами. При взрыве торпеды или мины у борта энергия взрывных газов должна была резко затухать по мере распространения по ширине этих отсеков.
За ними за тонкой переборкой были устроены угольные бункеры (Schutzbunker), которые выполняли роль зоны поглощения. Уголь, хрупкий и ломкий материал, как нельзя лучше подходил для гашения остаточной разрушительной работы взрыва и предохранения от осколков. Остаток же взрывной энергии должен был сдерживаться 30-50 мм противоторпедной переборкой, отделявшей защитный отсеки от внутренних отсеков корабля. Дальше находилась иногда расходная угольная ямы — фильтрационная камера.
Позже система получила широкое распространение, в том числе на крупных кораблях советского ВМФ. Она проектировалась исходно как часть корпуса, и потому не образовывала булей. Официальное советское название «Трёхкамерная система противоторпедной защиты». Три описанных отсека называются соответственно: камера расширения, камера поглощения, фильтрационная камера.

### Итальянская система бортовой подводной защиты
Итальянская конструктивная подводная защита системы Пульезе была разработана итальянскими специалистами в период с 1921 по 1931 год. Натурные испытания системы Пульезе были проведены на специально переоборудованных танкерах «Бреннеро» и «Тарвисио». После завершения испытаний защитой Пульезе оборудовали проходившие модернизацию линейные корабли «Джулио Чезаре» и «Конте ди Кавур», и в дальнейшем оборудовали системой все вновь спроектированные крупные боевые корабли итальянского флота.
Конструктивная подводная защита системы Пульезе представляла собой два концентрических цилиндра, шедших в подводной части корабля на протяжении примерно 2/3 длины корпуса. Внутренний цилиндр диаметром 3 м изготовлялся из 7-мм стали повышенной сопротивляемости, содержался постоянно порожним и предназначался для поглощения энергии взрыва. Наружный цилиндр диаметром 5,48 м образовывали двойная обшивка борта толщиной от 10 до 15 мм и противоторпедная переборка толщиной от 28 до 40 мм. Пространство между цилиндрами (защитная камера) разделялось на 16 секций, заполнявшихся топливом и пресной водой, которые, по мере расходования, замещались забортной водой. Далее следовали две фильтрационные продольные переборки, одна толщиной 8—9 мм, а вторая — 7 мм. Ширина защиты на мидель-шпангоуте составляла 7,57 м с каждого борта.
Расчётная сопротивляемость подводному взрыву составляла 350 кг тротила, но на практике этого значения достичь не удалось из-за недостаточной прочности клёпаных соединений (в том числе в районе крепления внешней цилиндрической переборки к днищевым конструкциям). Помимо того, внутренний полый тонкостенный цилиндр показал прочность значительно выше расчётной, в результате чего не происходила деформации цилиндра и энергия подводного взрыва цилиндром не поглощалась.. Затопление обширных полостей цилиндра при подводном взрыве также могло вызвать образования существенного крена.